# 4-Quinazolinone
La 4-quinazolinone est une cétone de la famille des quinazolinones. Elle est notamment utilisée comme précurseur dans la synthèse de produits pharmaceutiques tels que l'afloqualone, la cloroqualone et la diproqualone utilisés dans le traitement du cancer.